# Тавифа Иоппийская

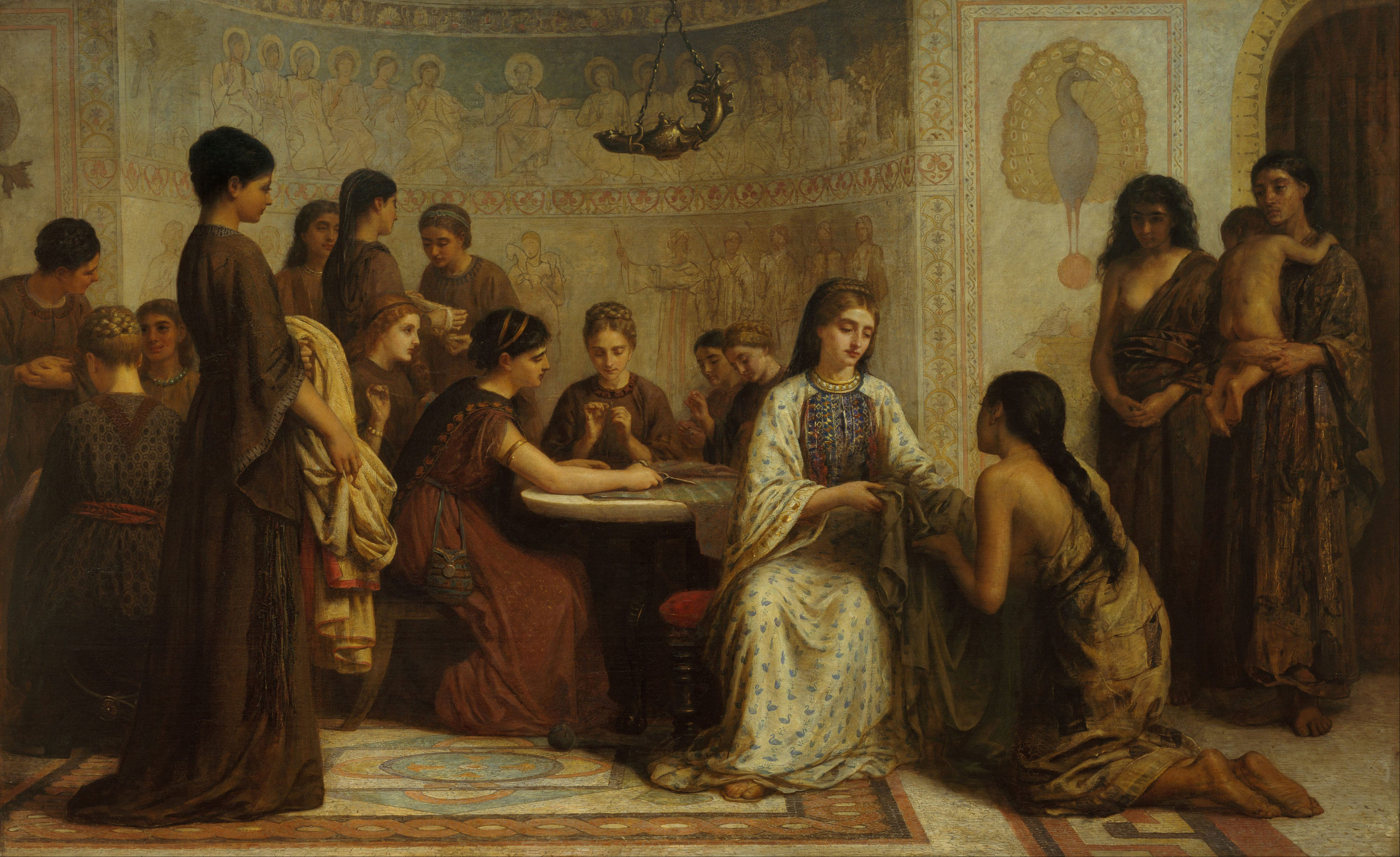
Эдвин Лонг. «Встреча в благотворительном обществе Доркас в VI веке», 1873—1877 гг.

Святая Тави́фа (Табита; арам. טביתא; Ṭabītā; Ταβιθά; Tabitha; «серна»), также Доркас (др.-греч. Δορκάς, Dorkás; «газель») — новозаветный библейский персонаж; христианка из Иоппии (ныне Яффа), известная своим трудолюбием и благотворительностью. Умерев после болезни, была оживлена апостолом Петром. Свершённое им чудо имело большое влияние на жителей Иоппии: многие из них уверовали во Христа (Деян. 9:36—43).
В IV—VII веках в городах Восточной Римской империи в честь неё создавались благотворительные общества, состоявшие из женщин-христианок, которые собирали поношенную одежду, которую, выстирав и починив, раздавали беднякам. С 1834 году в Западной Европе подобная практика возрождалась, и во многих городах организовывались «общества Доркас», объединявшие церковных прихожан, которые, по примеру Тавифы (Доркас), занимались раздачей одежды нуждавшимся.

## Описание чуда
История Тавифы изложена в девятой главе новозаветной книги «Деяния святых апостолов» (Деян. 9:36—43).
Тавифа была исполнена добрых дел и творила много милостынь. Однажды она занемогла и умерла, и была уже приготовлена к погребению. Верующие призвали апостола Петра, который был в это время в Лидде (ныне израильский город Лод). Пётр прибыл из Лидды в Иоппию и вошёл в комнату, где лежала умершая, окружённая плачущими вдовицами. Вдовицы в слезах показали апостолу рубашки и платья, какие неустанно шила Тавифа, чтобы тем помогать бедным. Выслав всех вон, Пётр помолился и сказал: «Тавифа, встань!» Тавифа открыла глаза и села. Он подал ей руку и поднял её. Затем, призвавши вдовиц и прочих верующих, он представил им её живой.

## Гробница
Место погребения Тавифы — Русский сад в Яффе (Яффа; южный район Тель-Авива; Израиль) — на земле, принадлежащей с 1868 года «Русской духовной миссии в Иерусалиме». В настоящее время на этом месте находится русское подворье праведной Тавифы.